# 카리브 요리

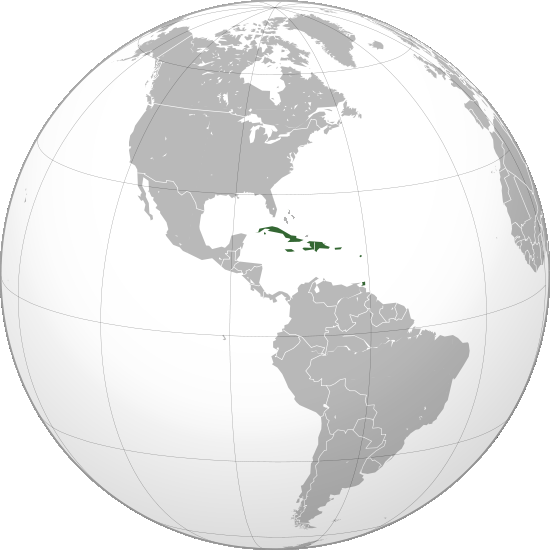
카리브 제도

카리브 요리(Carib 料理)는 북아메리카 요리의 한 갈래로, 카리브 지역의 요리들을 포함한다.

## 분류
카리브 요리에 속하는 요리는 다음과 같다.
| - 그레나다 요리 - 도미니카 공화국 요리 - 도미니카 연방 요리 - 바베이도스 요리 - 바하마 요리 - 세인트루시아 요리 - 세인트빈센트 그레나딘 요리 - 세인트키츠 네비스 요리 - 아이티 요리 - 앤티가 바부다 요리 - 자메이카 요리 - 쿠바 요리 - 트리니다드 토바고 요리 | - 네덜란드 요리 - 신트마르턴 요리 - 아루바 요리 - 퀴라소 요리 - 미국 요리 - 버진아일랜드 요리 - 푸에르토리코 요리 - 영국 요리 - 몬트세랫 요리 - 버진아일랜드 요리 - 앵귈라 요리 - 케이맨 제도 요리 - 터크스 케이커스 제도 요리 - 프랑스 요리 - 과들루프 요리 - 마르티니크 요리 - 생마르탱 요리 - 생바르텔레미 요리 |

## 같이 보기
- 남아메리카 요리
- 라틴 아메리카 요리
- 북아메리카 요리
- 아메리카 원주민 요리
- 중앙아메리카 요리